# Tirsuli I
Tirsuli (také Tirsuli I) je hora vysoká 7 074 m n. m. nacházející v pohoří Himálaj v Indickém státě Uttarákhand. Vrchol leží v Národním parku Nandá Déví. Jižně od Tirsuli se nachází hora Hardeol (7 151 m) vzdálená 2.6 km. Hřeben vede na západ na 1,61 km vzdálený 7 035 m vysoký Tirsuli West (také Tirsuli II).

## Prvovýstup
Prvovýstup provedli 9. října 1966 horolezci Nirapada Mallik, Shyamal Chakrabarty, Nima Tashi a Šerpa Dorji z indické expedice.